# Skilanglauf-Scandinavian-Cup 2024/25
Der Skilanglauf-Scandinavian-Cup 2024/25 war eine von der FIS organisierte Wettkampfserie, die zum Unterbau des Skilanglauf-Weltcups 2024/25 gehörte. Sie begann am 13. Dezember 2024 in Lillehammer und endete am 23. März 2025 in Gålå. Die Gesamtwertung der Männer gewann Mattis Stenshagen. Bei den Frauen wurde Helene Marie Fossesholm Erste in der Gesamtwertung.

## Männer

### Resultate
| 1. Scandinavian Cup in Lillehammer, 13. bis 15. Dezember 2024 | 1. Scandinavian Cup in Lillehammer, 13. bis 15. Dezember 2024 | 1. Scandinavian Cup in Lillehammer, 13. bis 15. Dezember 2024 | 1. Scandinavian Cup in Lillehammer, 13. bis 15. Dezember 2024 | 1. Scandinavian Cup in Lillehammer, 13. bis 15. Dezember 2024 |
| ------------------------------------------------------------- | ------------------------------------------------------------- | ------------------------------------------------------------- | ------------------------------------------------------------- | ------------------------------------------------------------- |
| Datum                                                         | Disziplin                                                     | Erster Platz                                                  | Zweiter Platz                                                 | Dritter Platz                                                 |
| 13. Dezember 2024                                             | Sprint klassisch                                              | Ansgar Evensen                                                | Aron Åkre Rysstad                                             | Sivert Wiig                                                   |
| 14. Dezember 2024                                             | 20 km klassisch Massenstart                                   | Mattis Stenshagen                                             | Håvard Moseby                                                 | Mikael Gunnulfsen                                             |
| 15. Dezember 2024                                             | 10 km Freistil                                                | Iver Tildheim Andersen                                        | Mattis Stenshagen                                             | Håvard Moseby                                                 |

| 2. Scandinavian Cup in Falun, 10. bis 12. Januar 2025 | 2. Scandinavian Cup in Falun, 10. bis 12. Januar 2025 | 2. Scandinavian Cup in Falun, 10. bis 12. Januar 2025 | 2. Scandinavian Cup in Falun, 10. bis 12. Januar 2025 | 2. Scandinavian Cup in Falun, 10. bis 12. Januar 2025 |
| ----------------------------------------------------- | ----------------------------------------------------- | ----------------------------------------------------- | ----------------------------------------------------- | ----------------------------------------------------- |
| Datum                                                 | Disziplin                                             | Erster Platz                                          | Zweiter Platz                                         | Dritter Platz                                         |
| 10. Januar 2025                                       | 10 km Freistil                                        | Martin Kirkeberg Mørk                                 | Edvard Sandvik                                        | Didrik Tønseth                                        |
| 11. Januar 2025                                       | Sprint Freistil                                       | Sindre Bjørnestad Skar                                | Mathias Holbæk                                        | Edvard Sandvik                                        |
| 12. Januar 2025                                       | 10 km klassisch                                       | Mattis Stenshagen                                     | Martin Kirkeberg Mørk                                 | Didrik Tønseth                                        |

| 3. Scandinavian Cup in Gålå, 21. bis 23. März 2025 | 3. Scandinavian Cup in Gålå, 21. bis 23. März 2025 | 3. Scandinavian Cup in Gålå, 21. bis 23. März 2025 | 3. Scandinavian Cup in Gålå, 21. bis 23. März 2025 | 3. Scandinavian Cup in Gålå, 21. bis 23. März 2025 |
| -------------------------------------------------- | -------------------------------------------------- | -------------------------------------------------- | -------------------------------------------------- | -------------------------------------------------- |
| Datum                                              | Disziplin                                          | Erster Platz                                       | Zweiter Platz                                      | Dritter Platz                                      |
| 21. März 2025                                      | Sprint Freistil                                    | Lars Heggen                                        | Edvard Sandvik                                     | Ola Spigseth                                       |
| 22. März 2025                                      | 10 km klassisch                                    | Håvard Moseby                                      | Iver Tildheim Andersen                             | Mattis Stenshagen                                  |
| 23. März 2025                                      | 20 km Freistil Massenstart                         | Lars Heggen                                        | Håvard Moseby                                      | Martin Kirkeberg Mørk                              |

### Gesamtwertung Männer
| Rang | Name                   | Punkte |
| ---- | ---------------------- | ------ |
| 1.   | Mattis Stenshagen      | 692    |
| 2.   | Edvard Sandvik         | 643    |
| 3.   | Martin Kirkeberg Mørk  | 512    |
| 4.   | Lars Agnar Hjelmeset   | 459    |
| 5.   | Håvard Moseby          | 456    |
| 6.   | Mathias Holbæk         | 422    |
| 7.   | Gjøran Tefre           | 411    |
| 8.   | Iver Tildheim Andersen | 360    |
| 9.   | Sivert Wiig            | 359    |
| 10.  | Didrik Tønseth         | 329    |

| Rang | Name                   | Punkte |
| ---- | ---------------------- | ------ |
| 11.  | Kasper Herland         | 327    |
| 12.  | Simen Myhre            | 318    |
| 13.  | Henrik Dønnestad       | 311    |
| 14.  | Sindre Bjørnestad Skar | 294    |
| 15.  | Gaute Kvåle            | 269    |
| 16.  | Magnus Harr Lian       | 247    |
| 17.  | Even Solem Michelsen   | 235    |
| 18.  | Ole Morten Flataker    | 227    |
| 19.  | Lars Michael Bjertnæs  | 222    |
| 20.  | Magne Haga             | 215    |

| Rang | Name                          | Punkte |
| ---- | ----------------------------- | ------ |
| 21.  | Lars Heggen                   | 200    |
| 22.  | Espen Åkervik                 | 189    |
| 23.  | Thomas Linnebo Mollestad      | 178    |
| 24.  | Iver Wang Johansen            | 178    |
| 25.  | Jesper Persson                | 176    |
| 26.  | Sivert Leander Johansen       | 171    |
| 27.  | Måns Skoglund                 | 169    |
| 28.  | Eric Rosjö                    | 168    |
| 29.  | Sondre Ramse                  | 164    |
| 30.  | Mikael Gunnulfsen Anton Grahn | 162    |

## Frauen

### Resultate
| 1. Scandinavian Cup in Lillehammer, 13. bis 15. Dezember 2024 | 1. Scandinavian Cup in Lillehammer, 13. bis 15. Dezember 2024 | 1. Scandinavian Cup in Lillehammer, 13. bis 15. Dezember 2024 | 1. Scandinavian Cup in Lillehammer, 13. bis 15. Dezember 2024 | 1. Scandinavian Cup in Lillehammer, 13. bis 15. Dezember 2024 |
| ------------------------------------------------------------- | ------------------------------------------------------------- | ------------------------------------------------------------- | ------------------------------------------------------------- | ------------------------------------------------------------- |
| Datum                                                         | Disziplin                                                     | Erster Platz                                                  | Zweiter Platz                                                 | Dritter Platz                                                 |
| 13. Dezember 2024                                             | Sprint klassisch                                              | Amanda Saari                                                  | Julie Bjervig Drivenes                                        | Ingrid Bergene Aabrekk                                        |
| 14. Dezember 2024                                             | 20 km klassisch Massenstart                                   | Helene Marie Fossesholm                                       | Sophia Laukli                                                 | Marte Skaanes                                                 |
| 15. Dezember 2024                                             | 10 km Freistil                                                | Sophia Laukli                                                 | Helene Marie Fossesholm                                       | Karoline Simpson-Larsen                                       |

| 2. Scandinavian Cup in Falun, 10. bis 12. Januar 2025 | 2. Scandinavian Cup in Falun, 10. bis 12. Januar 2025 | 2. Scandinavian Cup in Falun, 10. bis 12. Januar 2025 | 2. Scandinavian Cup in Falun, 10. bis 12. Januar 2025 | 2. Scandinavian Cup in Falun, 10. bis 12. Januar 2025 |
| ----------------------------------------------------- | ----------------------------------------------------- | ----------------------------------------------------- | ----------------------------------------------------- | ----------------------------------------------------- |
| Datum                                                 | Disziplin                                             | Erster Platz                                          | Zweiter Platz                                         | Dritter Platz                                         |
| 10. Januar 2025                                       | 10 km Freistil                                        | Helene Marie Fossesholm                               | Karoline Simpson-Larsen                               | Julie Bjervig Drivenes                                |
| 11. Januar 2025                                       | Sprint Freistil                                       | Helene Marie Fossesholm                               | Julie Bjervig Drivenes                                | Moa Hansson                                           |
| 12. Januar 2025                                       | 10 km klassisch                                       | Helene Marie Fossesholm                               | Evelina Crüsell                                       | Maren Wangensteen                                     |

| 3. Scandinavian Cup in Gålå, 21. bis 23. März 2025 | 3. Scandinavian Cup in Gålå, 21. bis 23. März 2025 | 3. Scandinavian Cup in Gålå, 21. bis 23. März 2025 | 3. Scandinavian Cup in Gålå, 21. bis 23. März 2025 | 3. Scandinavian Cup in Gålå, 21. bis 23. März 2025 |
| -------------------------------------------------- | -------------------------------------------------- | -------------------------------------------------- | -------------------------------------------------- | -------------------------------------------------- |
| Datum                                              | Disziplin                                          | Erster Platz                                       | Zweiter Platz                                      | Dritter Platz                                      |
| 21. März 2025                                      | Sprint Freistil                                    | Maria Hartz Melling                                | Julie Bjervig Drivenes                             | Milla Grosberghaugen Andreassen                    |
| 22. März 2025                                      | 10 km klassisch                                    | Heidi Weng                                         | Helene Marie Fossesholm                            | Kari Øyre Slind                                    |
| 23. März 2025                                      | 20 km Freistil Massenstart                         | Heidi Weng                                         | Karoline Simpson-Larsen                            | Helene Marie Fossesholm                            |

### Gesamtwertung Frauen
| Rang | Name                    | Punkte |
| ---- | ----------------------- | ------ |
| 1.   | Helene Marie Fossesholm | 816    |
| 2.   | Julie Bjervig Drivenes  | 694    |
| 3.   | Evelina Crüsell         | 607    |
| 4.   | Elin Henriksson         | 559    |
| 5.   | Karoline Simpson-Larsen | 435    |
| 6.   | Maren Wangensteen       | 400    |
| 7.   | Marte Skaanes           | 391    |
| 8.   | Emma Kirkeberg Mørk     | 339    |
| 9.   | Moa Hansson             | 336    |
| 10.  | Lisa Ingesson           | 333    |

| Rang | Name                       | Punkte |
| ---- | -------------------------- | ------ |
| 11.  | Hedda Bakkemo              | 309    |
| 12.  | Mali Eidnes Bakken         | 306    |
| 13.  | Anna Heggen                | 305    |
| 14.  | Tone Lise Pedersen         | 304    |
| 15.  | Tuva Anine Brusveen-Jensen | 287    |
| 16.  | Karoline Grøtting          | 271    |
| 17.  | Nora Sødal Raastad         | 267    |
| 18.  | Kari Øyre Slind            | 264    |
| 19.  | Johanne Hauge Harviken     | 237    |
| 20.  | Ella Olsson                | 225    |

| Rang | Name                   | Punkte |
| ---- | ---------------------- | ------ |
| 20.  | Marie Risvoll Amundsen | 225    |
| 22.  | Eva Ingebrigtsen       | 221    |
| 23.  | Heidi Weng             | 218    |
| 24.  | Mari Landro Svingheim  | 216    |
| 25.  | Maria Hartz Melling    | 214    |
| 26.  | Mari Nordlunde         | 211    |
| 27.  | Märta Rosenberg        | 210    |
| 28.  | Tiril Liverud Knudsen  | 208    |
| 29.  | Nora Sofie Doksrød     | 204    |
| 30.  | Ingrid Bergene Aabrekk | 197    |